# Witloofveldrit
De Witloofveldrit is een veldrijwedstrijd die sinds 1959 jaarlijks wordt georganiseerd in de Belgische gemeente Tervuren. Tussen 2006 en 2009 werd de wedstrijd niet georganiseerd. Tussen 1959 en 2009 werd de wedstrijd georganiseerd in Vossem.

## Erelijst
| Jaar | Winnaar             | Tweede               | Derde                    |
| ---- | ------------------- | -------------------- | ------------------------ |
| 2009 | Niels Albert        | Enrico Franzoi       | Zdeněk Štybar            |
| 2006 | Sven Nys            | Niels Albert         | John Gadret              |
| 2004 | John Gadret         | Ben Berden           | Sven Nys                 |
| 2003 | Bart Wellens        | Sven Nys             | Mario De Clercq          |
| 2001 | Bart Wellens        | Sven Nys             | Richard Groenendaal      |
| 2000 | Bart Wellens        | Richard Groenendaal  | Tom Vannoppen            |
| 1996 | Adrie van der Poel  | Paul Herygers        | Peter Willemsens         |
| 1994 | Richard Groenendaal | Erwin Vervecken      | Peter Willemsens         |
| 1993 | Beat Wabel          | Peter Van Den Abeele | Peter Willemsens         |
| 1992 | Danny De Bie        | Thomas Frischknecht  | Marc Janssens            |
| 1991 | Richard Groenendaal | Johnny Blomme        | Rudy Thielemans          |
| 1990 | Rudy Thielemans     | Wim de Vos           | Rudy De Bie              |
| 1989 | Mike Kluge          | Rudy De Bie          | Johan Ghyllebert         |
| 1988 | Rudy De Bie         | Alex Moonen          | Steve Douce              |
| 1987 | Danny De Bie        | Eric Vervaet         | Alex Moonen              |
| 1986 | Rudy De Bie         | Ludwig Wijnants      | Eric De Bruyne           |
| 1985 | Robert Vermeire     | Dirk Pauwels         | Peter Harings            |
| 1983 | Cees van der Wereld | Alex Heremans        | Martin De Cock           |
| 1982 | Robert Vermeire     | Yvan Messelis        | Frans Van Eycke          |
| 1981 | Robert Vermeire     | Johan Ghyllebert     | Yvan Messelis            |
| 1980 | Yvan Messelis       | Norbert Dedeckere    | Johan Ghyllebert         |
| 1979 | Jan Teugels         | Frans Van Eycke      | Paul De Brauwer          |
| 1978 | Robert Vermeire     | Norbert Dedeckere    | Yvan Messelis            |
| 1977 | Robert Vermeire     | Erik De Vlaeminck    | Albert Van Damme         |
| 1976 | Robert Vermeire     | Frans Van Eycke      | Hendrik Arnouts          |
| 1975 | Erik De Vlaeminck   | Robert Vermeire      | Jozef Thielemans         |
| 1973 | Albert Van Damme    | Jozef Thielemans     | Auguste Badts            |
| 1972 | Albert Van Damme    | Jozef Thielemans     | Auguste Badts            |
| 1971 | Robert Vermeire     | Leon Scheirs         | Auguste Badts            |
| 1970 | Robert Vermeire     | Freddy Nijs          | John Atkins              |
| 1969 | Freddy Nijs         | Erik De Vlaeminck    | Julien Vanden Haesevelde |
| 1968 | Erik De Vlaeminck   | Freddy Nijs          | René De Rey              |
| 1967 | Erik De Vlaeminck   | Freddy Nijs          | Leon Scheirs             |
| 1966 | Freddy Nijs         | Chris Loyen          | Hermann Gretener         |
| 1965 | Leon Scheirs        | Daniël Van Damme     | Freddy Nijs              |
| 1964 | Leon Scheirs        | Hendrik Willems      | Nicolas Morn             |
| 1963 | Leon Scheirs        | Lode Van Den Bosch   | Freddy Nijs              |
| 1962 | Victor Philips      | René De Rey          | Daniël Van Damme         |
| 1961 | Frans Vermeylen     | Freddy Nijs          | Roger Vermaelen          |
| 1959 | Pierre Kumps        |                      |                          |